# Macbeth (film, 1916)
Pour les articles homonymes, voir Macbeth.
Pour plus de détails, voir Fiche technique et Distribution.
Macbeth est un film muet américain réalisé par John Emerson, sorti en 1916.

## Synopsis
Lord Macbeth rencontre trois sorcières qui prédisent qu'il sera roi d'Écosse. Lorsque le roi Duncan visite le château de Macbeth, Lady Macbeth convainc son mari de le tuer. Envahi par la culpabilité, et apeuré que l'autre prédiction des sorcières (que Banquo engendre des rois) se réalise, Macbeth tue Banquo. Finalement Lady Macbeth se tuera et Macbeth sera tué par Macduff.

## Fiche technique
- Titre original : Macbeth
- Titre français : Macbeth
- Réalisation : John Emerson, assisté d'Erich von Stroheim
- Scénario : John Emerson, d'après la pièce de William Shakespeare
  - Intertitres : Anita Loos
- Direction artistique : R. Ellis Wales
- Photographie : George W. Hill
- Production : D. W. Griffith
- Société de production : Reliance Motion Picture Corporation
- Société de distribution :  Triangle Film Corporation
- Pays d’origine :  États-Unis
- Langue : anglais
- Format : Noir et blanc - 35 mm - 1,37:1 - Muet
- Genre : drame
- Durée : 8 bobines
- Date de sortie :
  - États-Unis : 4 juin 1916 (Majestic Theatre, Los Angeles)

## Distribution

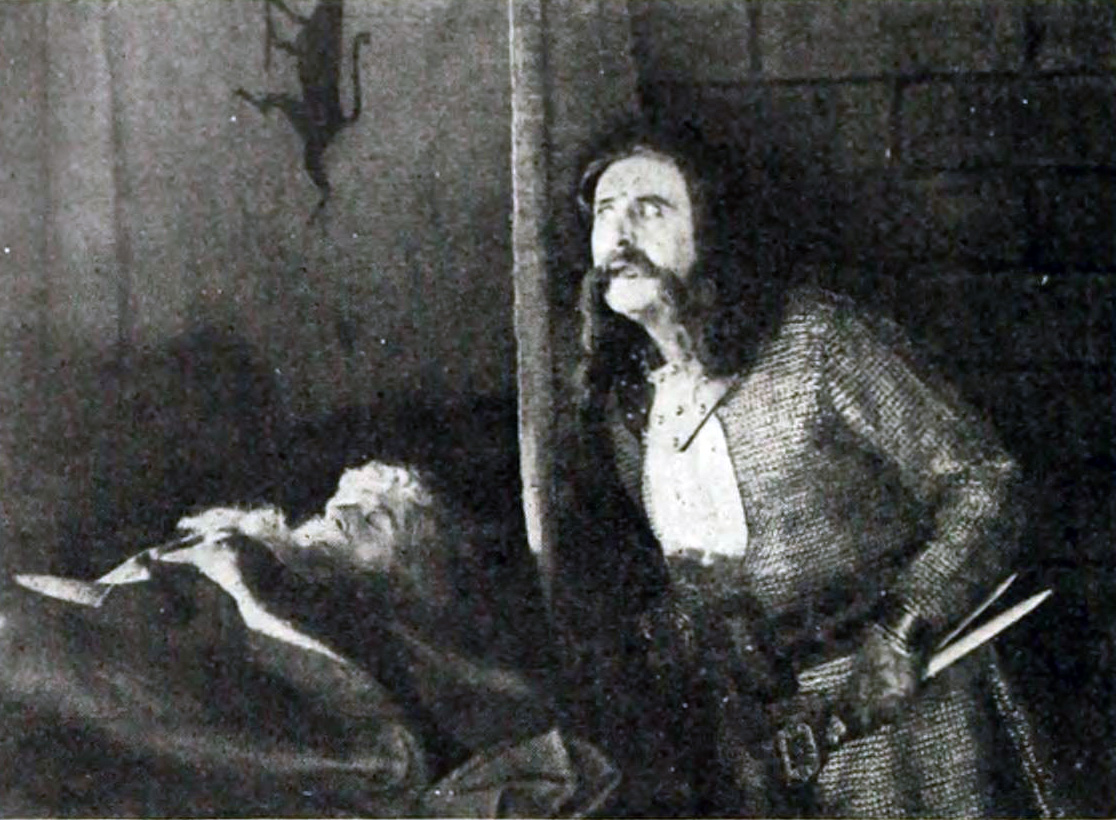
Sir Herbert Beerbohm Tree en Macbeth.

- Sir Herbert Beerbohm Tree : Macbeth
- Constance Collier : Lady Macbeth
- Wilfred Lucas : Macduff
- Spottiswoode Aitken : Duncan
- Ralph Lewis : Banquo
- Mary Alden : Lady Macduff
- Olga Grey : Lady Agnes
- Lawrence Nowskowski : Malcolm
- Bessie Buskirk : Donalbain
- Jack Conway : Lennox
- Seymour Hastings : Ross
- Karl Formes : l'évêque
- Jack Brammel : Seyton
- L. Tylden : la première sorcière
- Scott McKee : la deuxième sorcière
- Jack Leonard : la troisième sorcière
- Francis Carpenter : le fils de Macduff
- Thelma Burns : la fille de Macduff
- Madge Dyer : la fille de Macduff
- Raymond Wells : Thane de Cawdor
- George McKenzie : le médecin
- Chandler House : Fleance

## Autour du film
C'est le premier film de Sir Herbert Beerbohm Tree aux États-Unis. Tree et Collier avaient joué les mêmes rôles sur scène à Londres.